# شهرستان پینگیین
شهرستان پینگیین (به لاتین: Pingyin County) یک منطقهٔ مسکونی در چین است که در جینان (شاندونگ) واقع شده‌است. شهرستان پینگیین ۷۱۵٫۱۸ کیلومتر مربع مساحت و ۳۳۱٬۷۱۲ نفر جمعیت دارد.